# 知識焦慮症
知識焦慮症，或信息焦慮症，是焦慮症的一種，是一種精神病學或心理上的疾病。
在信息科技普及及信息爆炸年代。人們可以方便快速接觸和吸收大量信息，但思維模式卻難以接受自如，造成自我強迫和緊張。嚴重可造成惡心，焦躁，神經衰弱，精神疲勞等。